# Westworth Village (Texas)
Westworth Village város az USA Texas államában, Tarrant megyében. Lakosainak száma 2585 fő (2020. április 1.).

## Népesség
A település népességének változása:

| 2010 | 2 472 |
| 2020 | 2 585 |